# 苏维拉特斯
苏维拉特斯，是西班牙加泰罗尼亚巴塞罗那省的一个市镇。总面积56平方公里，总人口2576人（2001年），人口密度46人/平方公里。